# Autoskopia
Autoskopia (łac. autoscopia, heautoscopia) - objaw z grupy pseudohalucynacji i zaburzeń czucia ustrojowego wiążący się z doznaniem, że jakiś organ ciała (np. mózg, serce, kończyny) albo całe ciało uległo podwojeniu. Wrażeniu podwojenia towarzyszy odczuwanie poruszeń takiego sobowtóra jako poruszeń własnych oraz rozpoznawanie w nim samego siebie, chociażby różnił się od niego (np. sobowtór młodej osoby może mieć postać starca). Doznania takie mogą niekiedy być opisywane jako robiące wrażenie odbicia lustrzanego. Czasami sobowtór towarzyszy choremu w wykonywaniu jakiejś czynności odczuwanej przez niego jako czynność własna. Autoskopia stanowi najczęściej zjawisko krótkotrwałe. Spotkać je możemy w schizofrenii, w rozmaitych zaburzeniach pochodzenia padaczkowego, w napadach marzeniowych oraz przy uszkodzeniu ośrodków psychotonicznej syntezy wrażeń (płaty skroniowe i potyliczne).